# Walstedde

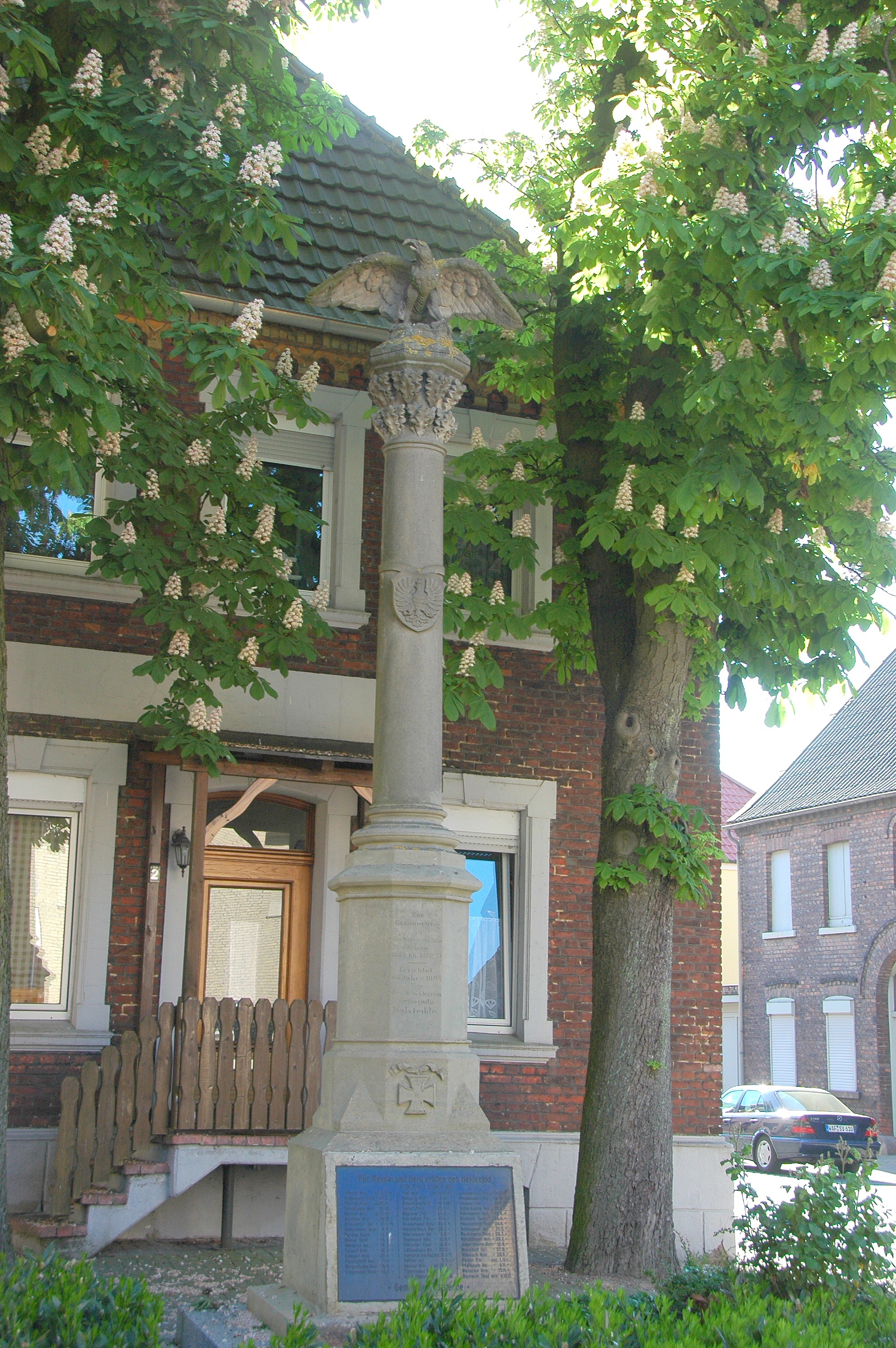
Das Kriegerdenkmal in Walstedde

Walstedde ['valstəˌdə] ist ein Stadtteil von Drensteinfurt (Kreis Warendorf, Nordrhein-Westfalen) im Münsterland.

## Geschichte
Die erste urkundliche Erwähnung erfolgte 1498 als Walsteden. Bis 1843 gehörte das Dorf zum Kirchspiel Münster. Am 1. Juli 1969 wurde der Ort in die Stadt Drensteinfurt eingemeindet.  Die Hamm und Münster verbindende Bundesstraße 63  durchquert das Ortsgebiet an der Westseite des Dorfkerns.

## Sehenswürdigkeiten

### St.-Lambertus-Pfarrkirche
Zentrum des Dorfes bildet der Kirchplatz mit der St.-Lambertus-Pfarrkirche. Aufgrund der romanischen Grundanlage des ältesten erhaltenen Gebäudeteils – des Westturms der Dorfkirche – kann heute darauf geschlossen werden, dass die ganze Kirche ursprünglich romanisch angelegt war. 1863 gab es eine erstbekannte umfangreiche Renovierung, bei der auch der Turm erneuert wurde. Das Dach ist ein Pyramidendach und wurde mit Schiefer gedeckt. Das saalartige Langhaus mit Satteldach und Dachziegeln stammt aus dem Jahr 1740 und wurde 1883 erweitert. Das Langhaus besteht aus insgesamt sechs Achsen. An der Südseite befindet sich in der fünften Achse ein neoromanischer Vorbau mit Eingang, über dem ein Tympanon zu finden ist. Dieser beinhaltet die figürliche Darstellung des Weltenrichters, eine lateinische Inschrift und die Jahresangabe 1883.
An das Langhaus schließt sich nach Osten ein rechteckiger Chor an, der Drillingsfenster an der Nordseite vorweist. Die Ostseite des Chores beinhaltet ein rundbogiges Blendfenster mit angedeutetem Maß- und Stabwerk. Eine darüber befindliche nischenartige Vertiefung mit Sockel weist auf eine heute nicht mehr vorhandene Heiligenfigur hin.
An der Südseite des Chores wurde ein polygonaler Sakristeianbau mit rundbogigen Zwillingsfenstern angefügt. Fenster und Gestaltung wurden dem Stil der Romanik nachempfunden.
Stilistisch weist die Kirche, obwohl im späten 19. Jahrhundert überformt, in die Romanik: Rundbögen, Zwillings- und Drillingsfenster, umlaufende Rundbogenfriese sind dem Stil des Mittelalters nachempfunden. Auch die farbliche Gestaltung passt sich der Heraushebung der epochalen Elemente an. Dem schlichten Weiß der Fläche steht en dunkles Ocker der Ornamentik gegenüber.
An der Südseite befindet sich ein Epitaph, das an den Pfarrer Anton Dion erinnert, der 1871 (?) in Walstedde starb.
Das Innere der Pfarrkirche ist schlicht gehalten. Das Langhaus weist eine flache Decke mit quer verlaufenden Holzbohlen auf, der Chor ein schlichtes Kreuzrippengewölbe. In der Westseite des Langhauses befindet sich eine Empore, auf welcher Friedrich Fleiter 1870 die Orgel aufbaute. Ein neugotischer Beichtstuhl und zwei Reihen von einfachen Kirchenbänken bestimmen den Raum. An der Brüstung der Orgelempore sind noch diverse, vermutlich vom Ende des 19. / Anfang des 20. Jh. stammende, Messingschilder mit den eingravierten Namen alteingesessener Walstedder Familien eingelassen.
Den Chor beherrscht ein Triumphkreuz mit einem 200 cm großen Korpus. Der aus Eichenholz geschnitzte Korpus, der an 1955 erneuerten Kreuzbalken angebracht ist, wird auf 1160–1180 datiert und entstand im westfälischen Raum. Typologisch steht er in der Nachfolge des Ringelheimer Kruzifixus. Zwei weitere Skulpturengruppen fallen im östlichen Abschluss des Langhauses ins Auge: im Norden eine Pietà mit dem Gekreuzigten aus Holz, im Südosten eine Frauengruppe aus Holz.
Auffällig ist das Glasfenster über dem südlichen Eingang: Im Stil des späten 19. Jahrhunderts wurde die Verkündigungsszene dargestellt. Durch das Stabwerk werden Engel und Maria getrennt, im Maßwerk befindet sich eine Taube.
Im Westturm ist ein schlichter achteckiger Taufstein aus Sandstein mit hölzerner Haube als Abdeckung zu erwähnen, der vermutlich noch aus dem hohen Mittelalter stammt.
Steine mit Inschriften an der Nordseite des Turmes dokumentieren die wiederholte Renovierung: 1863, 1980, 1989.

### Kriegerdenkmal
Das Kriegerdenkmal für die Gefallenen der Einigungskriege wurde 1889 errichtet. Auf die Frontseite der Säule ist eine Widmung eingemeißelt: „Zur Erinnerung an die Siegreichen Kriege 1864-1866, 1870/71 −− Errichtet im Jahr 1893 von der Dankbaren Gemeinde Walstedde“. Auf der linken Seite findet sich noch eine fast verwitterte Widmung: „Carl Eickholt starb den Heldentod in der Schlacht bei Gravelotte am 18. Aug. 1870.“ In den 1920er-Jahren wurde für die fünfzig im Ersten Weltkrieg gefallenen, aus dem Dorf stammenden Soldaten an der Säulenbasis eine steinerne Gedenktafel mit Namen und Sterbedaten angebracht.

### Historischer Ortsrundgang

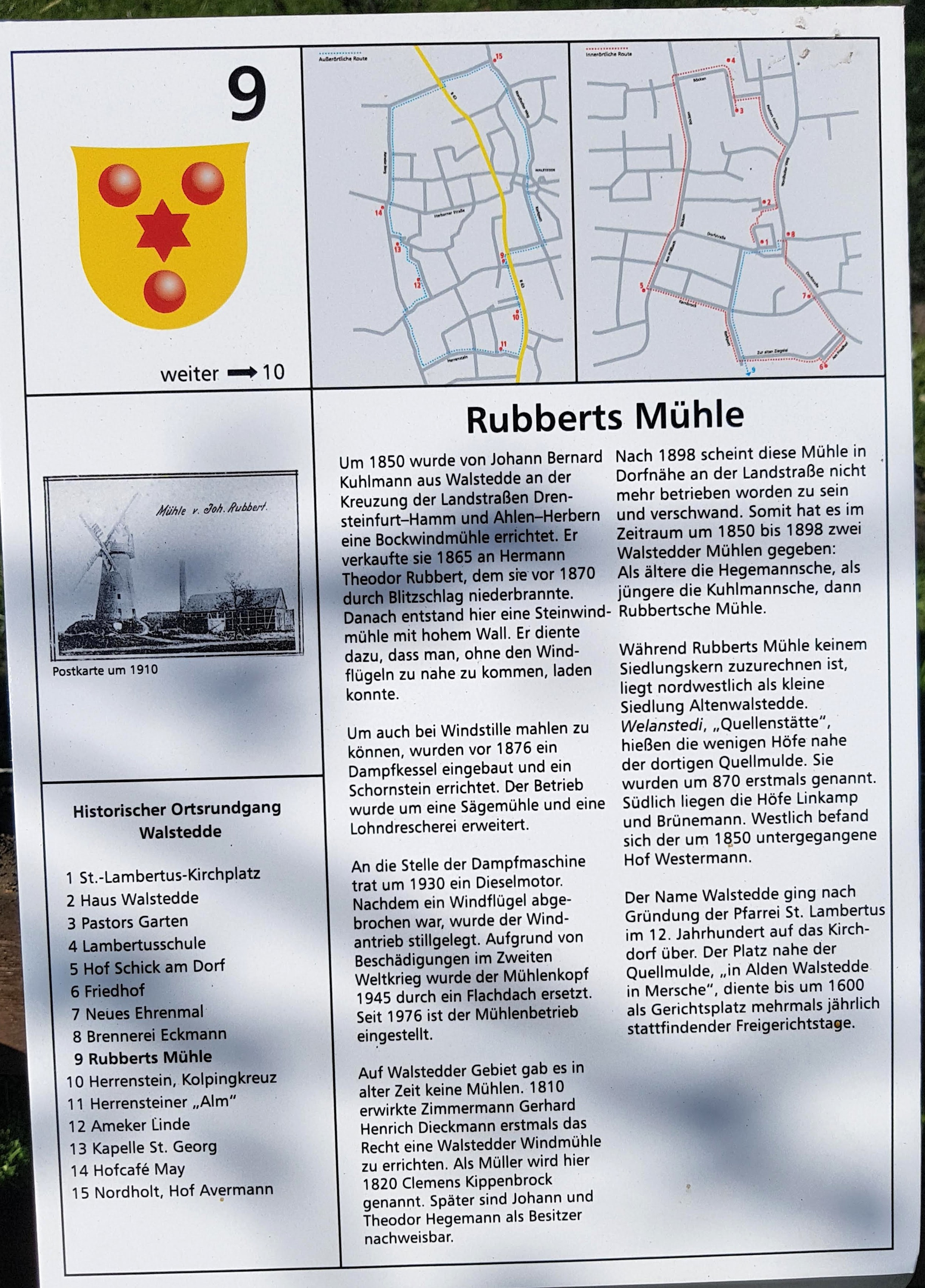
Infotafel Rubberts Mühle, historischer Rundgang Station Nr. 9

Anfang 2019 richtete die Stadt Drensteinfurt auf Initiative und in Begleitung des historischen Arbeitskreises des Heimatvereins Walstedde einen aus insgesamt 15 Stationen bestehenden durch die Ortsteile Walstedde und Ameke führenden, mit Info-Tafeln versehenen historischen Ortsrundgang ein.
Die einzelnen Orte sind:

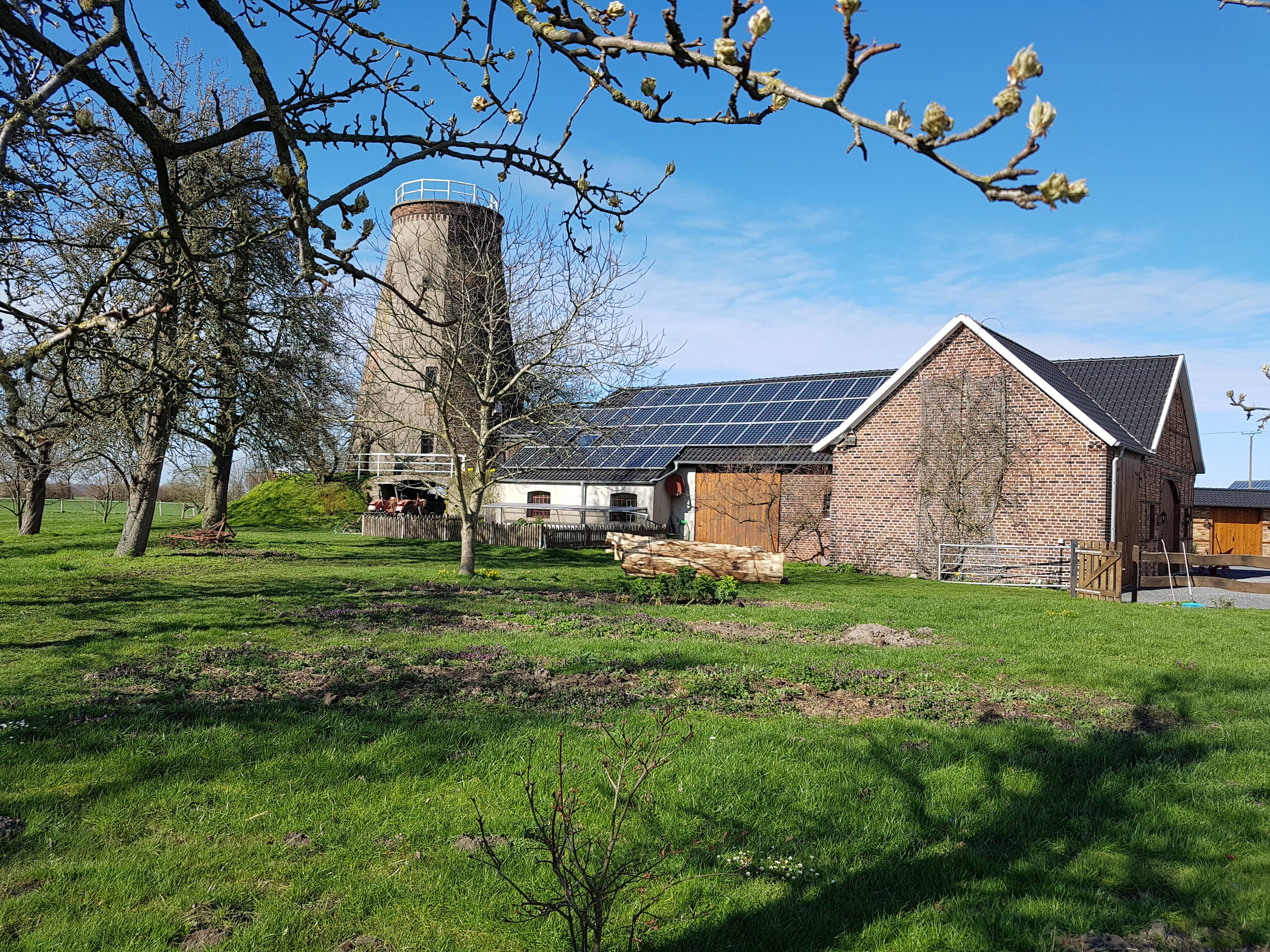
Station Nr. 9 des historischen Ortsrundganges, Rubberts Mühle, errichtet nach 1870

St.-Lambertus-Kirchplatz, Haus Walstedde, Pastors Garten, Lambertusschule, Hof Schick am Dorf, Friedhof, Neues Ehrenmal, Brennerei Eckmann, Rubberts Mühle, Herrenstein Kolpingkreuz, Herrensteiner "Alm", Ameker Linde, Kapelle St. Georg, Hofcafe May, Nordholt, Hof Avermann

## Wirtschaft
Neben diversen landwirtschaftlichen Betrieben und mittelständischen Handwerks- und Produktionsbetrieben sowie dem Windpark Drensteinfurt (2 Anlagen, Abgabeleistung 2 MW) befinden sich in Walstedde zwei Brennereien. Zudem eröffnete im Sommer 2011 eine private Klinik für Kinder- und Jugendpsychiatrie, -Psychotherapie und -Psychosomatik mit angeschlossener Tagesklinik für Kinder- und Jugendpsychiatrie ihren Betrieb.

## Vereine
Walstedde hat eine Freiwillige Feuerwehr, eine Kolpingsfamilie, einen Schützenverein, den BSV Walstedde 1873 e. V., den Motorsport-Club Walstedde e. V.  und einen Frauenverein (KFD) sowie den Sportverein Fortuna Walstedde 1953 e. V.
Für ein spektakuläres Ereignis sorgte 2007 der Motorsport-Club Walstedde durch den Bau des größten Bügelschlosses der Welt. Im Rahmen des Wälster Wiggels wurden Transport, Verschluss von über 80 Motorrädern und eine Rahmenkundgebung unter großer öffentlicher Anteilnahme durchgeführt. Die Veranstaltung sollte ein Zeichen für ein besseres Miteinander und mehr Rücksichtnahme sowie mehr Toleranz im Straßenverkehr setzen.

## Veranstaltungen
- Schützenfest: Das Schützenfest des Bürgerschützenverein Walstedde 1873 e. V. findet alljährlich am letzten Wochenende im Juni statt und hat seinen Höhepunkt am Samstag, an dem das Vogelschießen stattfindet.
- Sportwoche, des Sportvereines Fortuna Walstedde 1953 e. V. Sie findet in der Woche über Fronleichnam statt. Neben den Fußballturnieren der Jugend, Spielen der Seniorenmannschaften der Damen und Herren, findet samstags der Wälster Lauf auf unterschiedlichen Distanzen statt, zudem kann man das Sportabzeichen dort vor Ort abschließen. Ebenfalls samstags steht der Wälster Abend auf dem Programm.

## Persönlichkeiten

### Söhne und Töchter des Ortes
- Heinz Spangemacher (20. Januar 1885, † 14. August 1958 in Münster), deutscher Pädagoge und Politiker (NSDAP)
- Hermann Greive (* 7. April 1935, † 25. Januar 1984 in Köln) deutscher Judaist

### Personen, die vor Ort gewirkt haben
- Clemens Konermann (* 30. November 1874 in Ibbenbüren; † 2. Januar 1971 in Walstedde), römisch-katholischer Pfarrer, wirkte ab 1924 insgesamt rund 46 Jahre als Seelsorger in Walstedde; langjähriger Dechant des Dekanats Werne und Ehrenbürger von Walstedde; der Propst-Konermann-Weg ist nach ihm benannt
- Bernard Dietz (* 22. März 1948 in Hamm); ehemaliger Fußballprofi, Nationalspieler und Funktionär, lebt in Walstedde